# Heteroplacidium congestum
Heteroplacidium congestum är en lavart som först beskrevs av Breuss & McCune, och fick sitt nu gällande namn av Breuss. Heteroplacidium congestum ingår i släktet Heteroplacidium och familjen Verrucariaceae.   Inga underarter finns listade i Catalogue of Life.